# Homero
Homero ist ein spanischer und portugiesischer männlicher Vorname, eine Variante des Namens Homer.

## Namensträger
- Homero Alsina Thevenet (1922–2005), uruguayischer Journalist, Filmkritiker und Schriftsteller
- Homero Aridjis (* 1940), mexikanischer Schriftsteller, Umweltaktivist und ehemaliger Diplomat
- Homero Castillo (1918–1980), US-amerikanischer Romanist und Hispanist chilenischer Herkunft
- Homero Francesch (* 1947), uruguayisch-schweizerischer Pianist
- Homero Leite Meira (1931–2014), brasilianischer Geistlicher und Bischof von Irecê
- Homero Manzi (1907–1951), argentinischer Tangodichter, Autor vieler berühmter Tangos
- Homero Serís (1879–1969), spanischer Philologe
- Homero Gil de Zúñiga (* 1975), spanisch-US-amerikanischer Kommunikationswissenschaftler